# Надзаладеви (станция метро)

Схема тбилисского метрополитена

Надзаладе́ви (груз. ნაძალადევი, до 1992 года — «Октябрьская» «ოქტომბერი») — станция Тбилисского метрополитена.
Расположена на Ахметели-Варкетилской линии между станциями Садгурис моедани и Гоциридзе.
Находится на улице Цотне Дадиани. Получила название по одноименному району.

## История
Открыта 11 января 1966 года в составе первого участка Дидубе-Руставели. Архитекторы Т. Тевзадзе и Р. Кикнадзе.

## Конструкция и оформление
Пилонная станция глубокого заложения с одним вестибюлем.

## Галерея

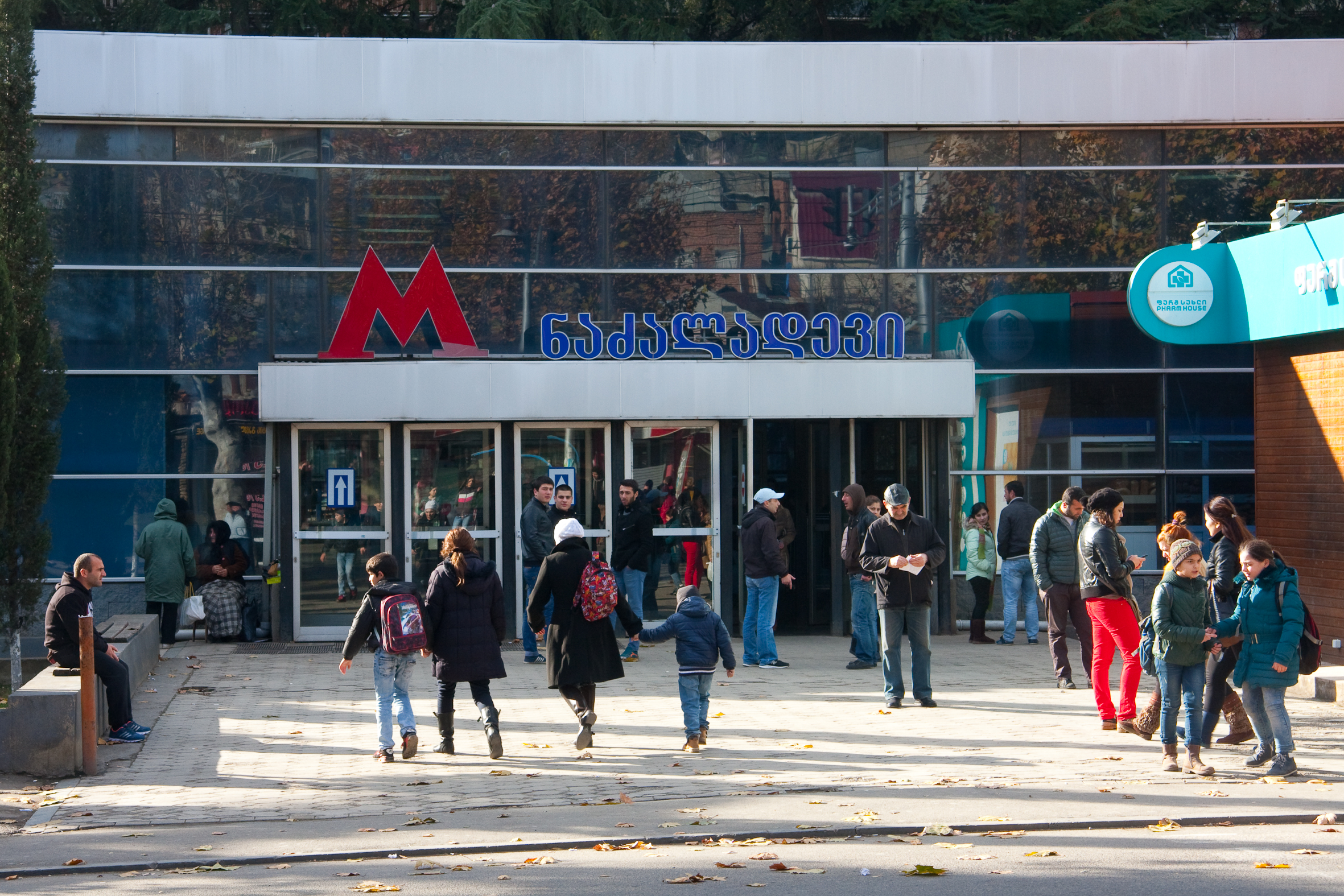
Наземный вестибюль